# Romana Pachucka
Romana Józefa Pachucka, ps. „Anima” i Podolanka (ur. 26 lutego 1886 w Koluszkach, zm. 30 grudnia 1964 w Sokolnikach-Lesie) – polska aktywistka i działaczka ruchu kobiecego, sufrażystka i pedagożka. Przyczyniła się do wywalczenia przez kobiety praw wyborczych w 1918.

## Życiorys
Była córką Antoniego i Adelajdy z Kornackich. Początkowo nauki pobierała u Jadwigi Gizińskiej, Konstancji Swołyńskiej, w końcu Bronisławy Jastrzębowskiej. W 1904 mogła już udzielać domowych lekcji. Studentka polonistyki na Uniwersytecie Lwowskim (uczelni tej jednak nie ukończyła), uczestniczka wykładów w paryskiej Sorbonie (1908). Po zdobyciu uprawnień do nauczania w liceach żeńskich i seminariach nauczycielskich w roku szkolnym 1912/1913 pracowała w szkole Pauliny Hewelke (dziś IX Liceum Ogólnokształcące im. Klementyny Hoffmanowej w Warszawie), a w latach1914–1918) w prywatnej szkole Janiny Zdziennickiej, która, tak jak Pachucka, należała do Związku Równouprawnienia Kobiet Polskich. Od 1915 studiowała na Uniwersytecie Warszawskim, otrzymując tam absolutorium. Doktoryzowała się w 1919 na Uniwersytecie Jagiellońskim. Tematem jej pracy był Realizm nowożytny w Zachodniej Europie i w Polsce za czasów Komisji Edukacji Narodowej. Promotorem tej rozprawy był polski historyk literatury Ignacy Chrzanowski.
Uczestniczka strajku szkolnego w 1905 roku, współpracowniczka i członek zarządu Związku Równouprawnienia Kobiet Polskich. Na łamach Kalendarza Kobiety Polskiej na rok 1910 opublikowała listę uczelni wyższych, na których kobiety mogły podjąć studia. Nauczycielka i dyrektorka Gimnazjum Żeńskiego im. Emilii Sczanieckiej w Łodzi (obecnie IV Liceum Ogólnokształcące), inicjatorka budowy osiedla szkolnego w Sokolnikach (1934), przewodnicząca łódzkiego koła Stowarzyszenia Dyrektorów Szkół Średnich i Wyższych (1926–1934). Publikowała artykuły na łamach czasopisma „Ster”, była redaktorką broszury „Młodzieńczy Lot”. W jednym z jego późniejszych wydań zamieszczono biografię działaczki. Autorka książki Pamiętniki z lat 1886–1914 oraz broszur na tematy pedagogiczne.
Podczas II wojny światowej organizowała tajne komplety najpierw w Płocku, a później w Warszawie, gdzie uczyła jednocześnie w I Miejskiej Szkole Zawodowej. Po wojnie zorganizowała liceum ogólnokształcące w Pułtusku, którym kierowała do 1951.
Zmarła 30 grudnia 1964 w Sokolnikach. Pochowano ją na Cmentarzu Starym w Ozorkowie.

## Ordery i odznaczenia
- Złoty Krzyż Zasługi (10 listopada 1933)[10]